# Gare de Shoreditch High Street
La gare de Shoreditch High Street (en anglais : Shoreditch High Street railway station), est une gare ferroviaire établie sur l'East London line. Elle  est située sur la Braithwaite Street, à Shoreditch dans le borough londonien de Hackney sur le territoire du Grand Londres.
C'est une gare, de Network Rail et Transport for London, du réseau de trains de banlieue London Overground exploitée par Arriva Rail London.

## Situation ferroviaire
Située en aérien, sur un pont, la gare de Shoreditch High Street est établie sur la East London line du réseau de trains de banlieue London Overground, entre les gares de Hoxton (en), en direction du terminus nord : Dalston Junction, et de Whitechapel, en direction des terminus de branches : New Cross ou Crystal Palace, ou du terminus sud de la ligne : West Croydon.
La gare dispose des deux voies de la ligne qui desservent chacune un quai latéral.

## Histoire
Une première gare dénommée Shoreditch est mise en service par la Eastern Counties Railway (en) (ECR) le 1er juillet 1840. Renommée Bishopsgate le 27 juillet 1846, elle est fermée le 1er novembre 1875.
La gare de Shoreditch High Street est mise en service le 27 avril 2010. Elle est entièrement englobée dans une structure en béton afin de permettre la construction de nouveaux bâtiments sur le site de Bishopsgate sans avoir à fermer la ligne à nouveau. Elle est établie sur une nouvelle section de voies construite pour relier la East London line et le viaduc de Kingsland de l'ancienne compagnie du North London Railway. La construction de cette liaison a nécessité l’exécution d'un nouveau pont sur la Shoreditch High Street, d'un autre ouvrage au-dessus de Brick Lane en direction de Whitechapel et d'une rampe sur le site de l'ancienne station de métro de Shoreditch.

## Service des voyageurs

### Accueil

Vues de la gare
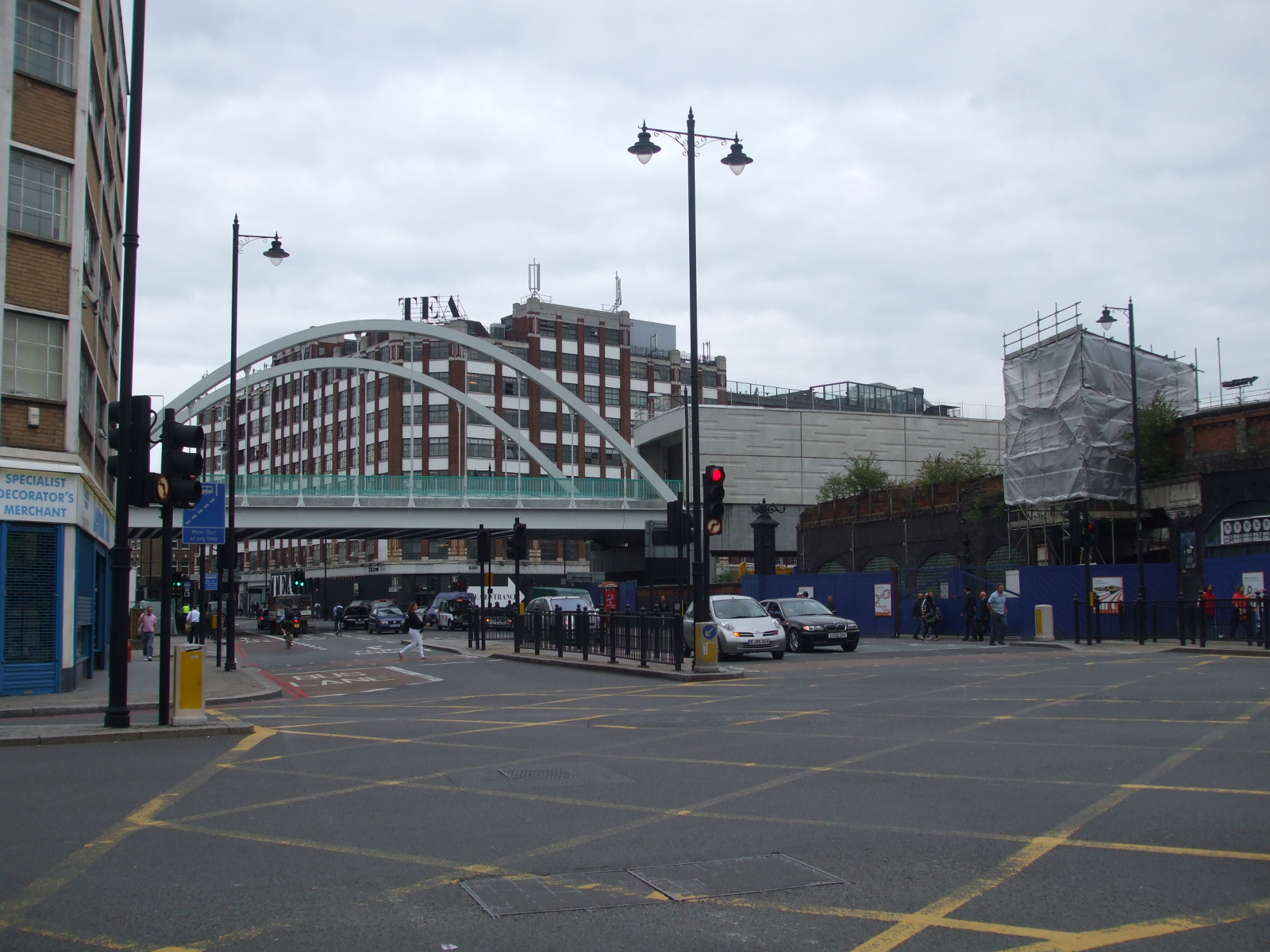
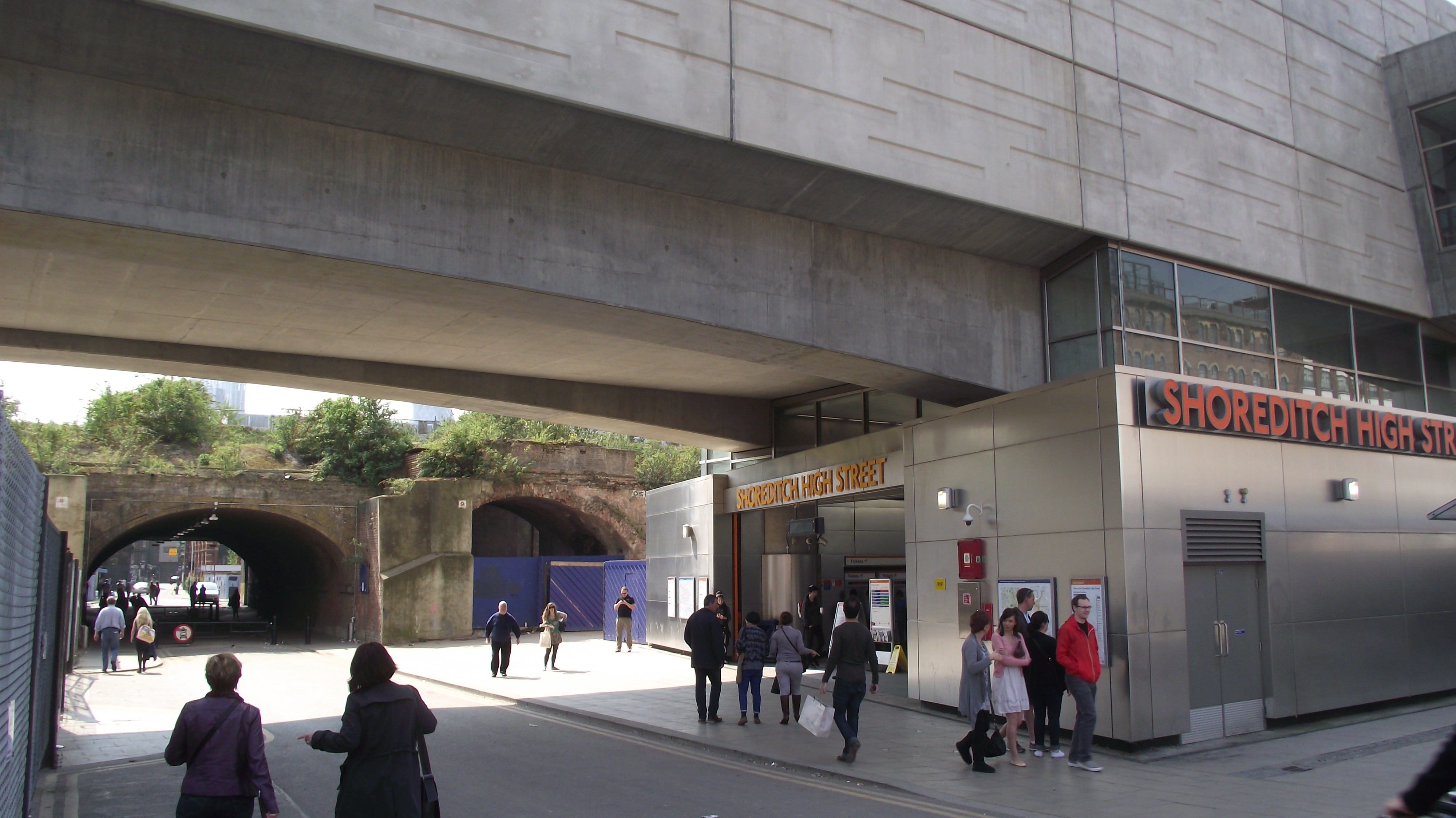
Entrée.
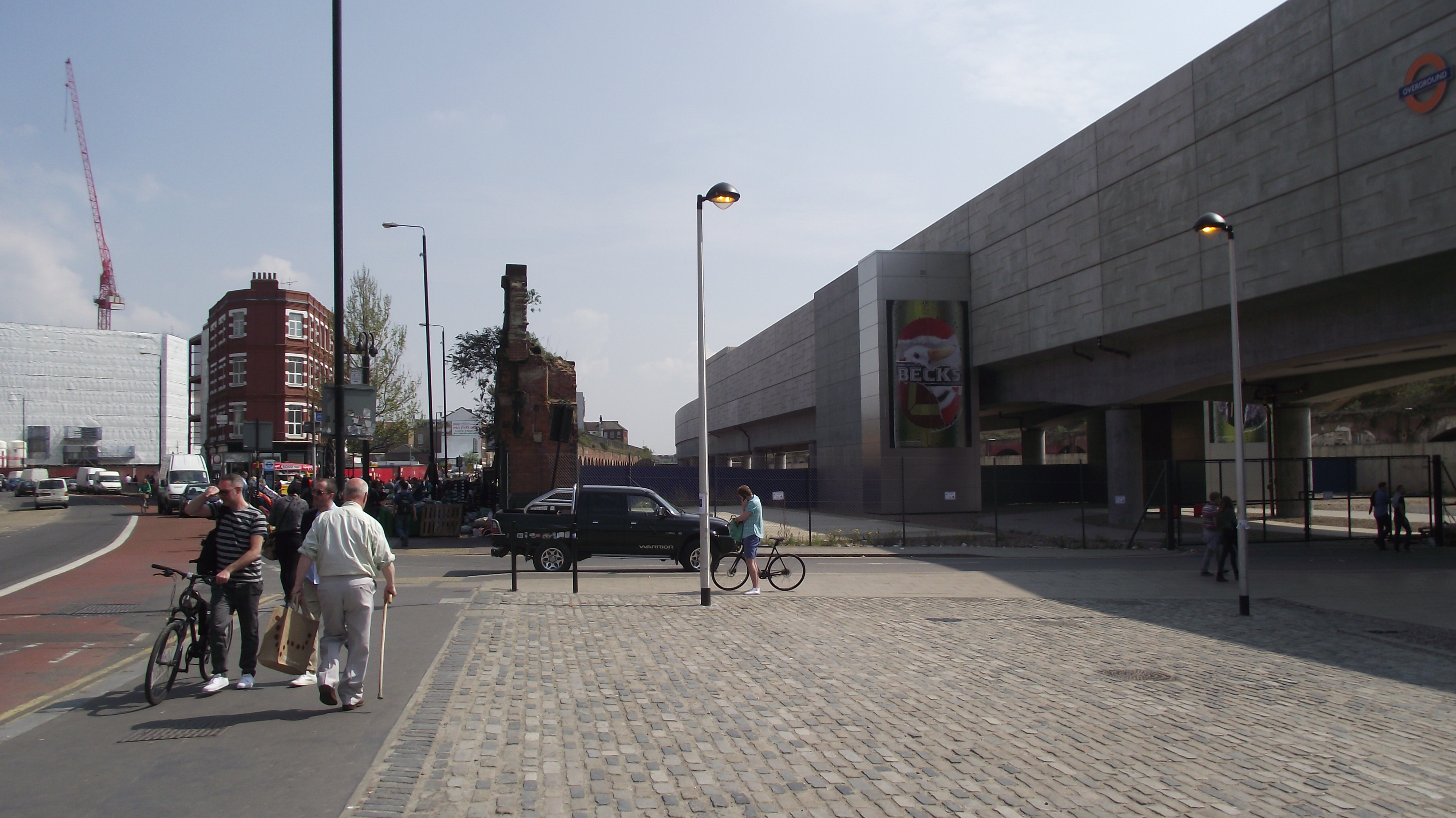

### Desserte

Installations
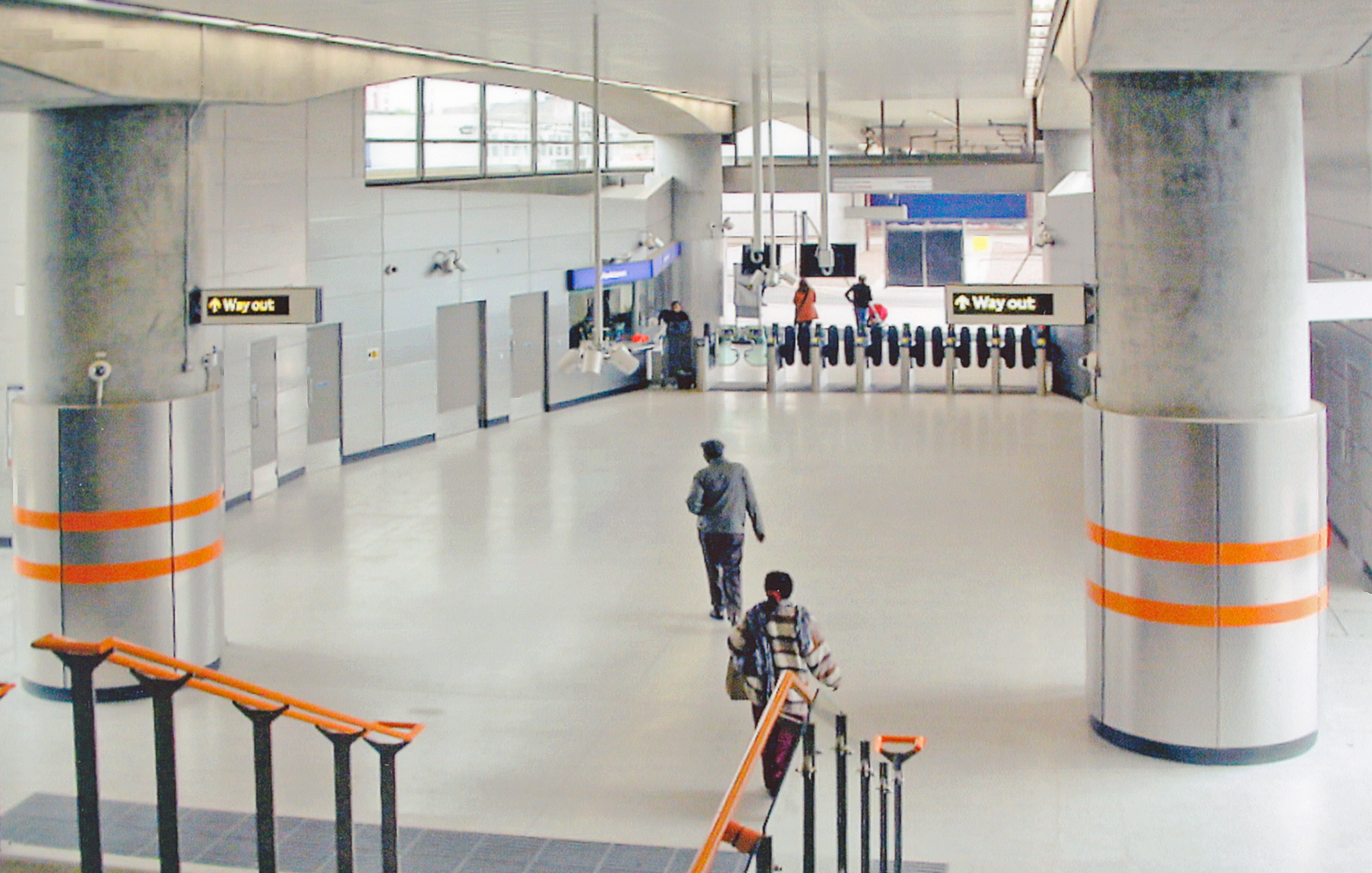
Accès.
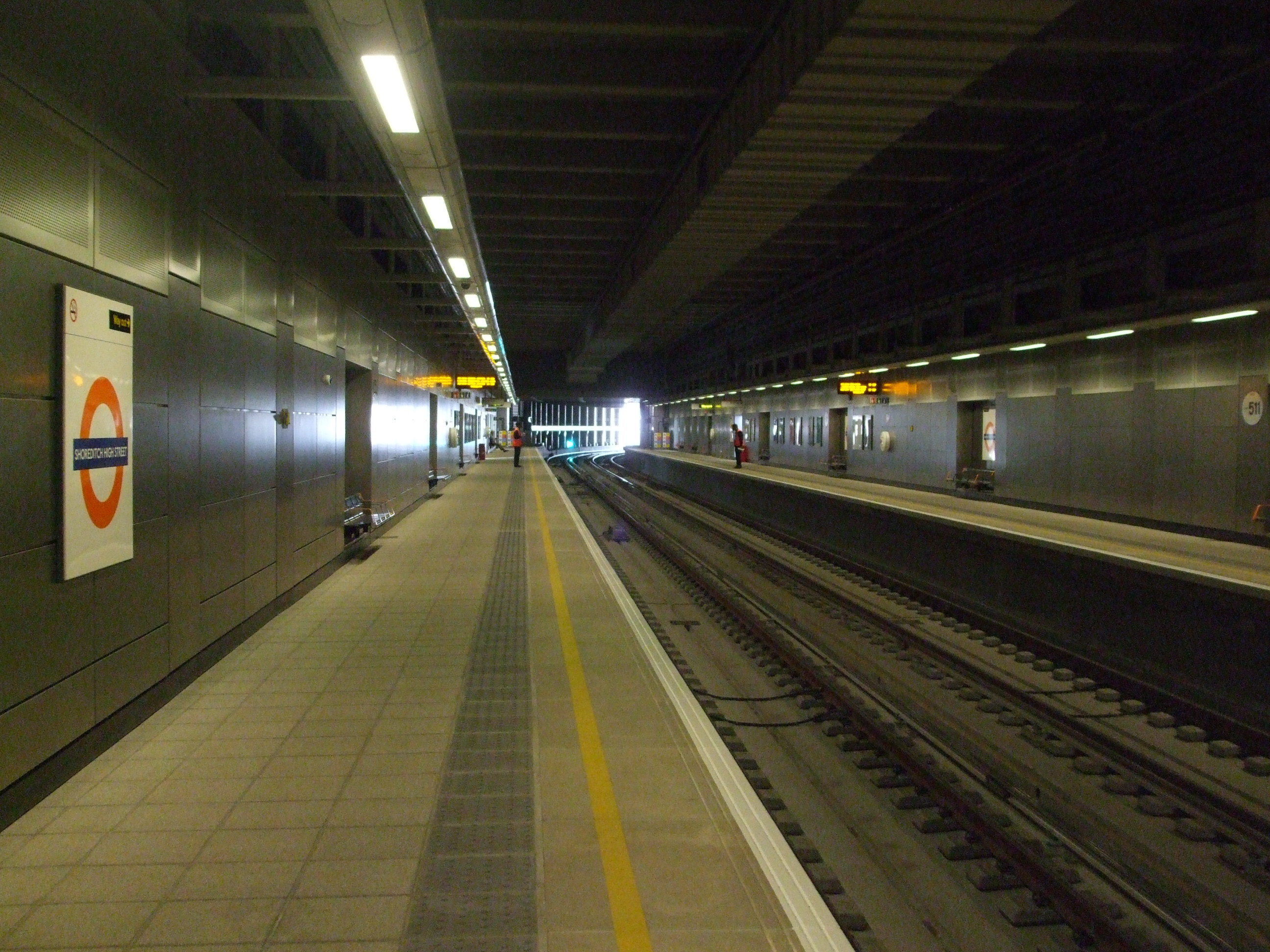
Quais.
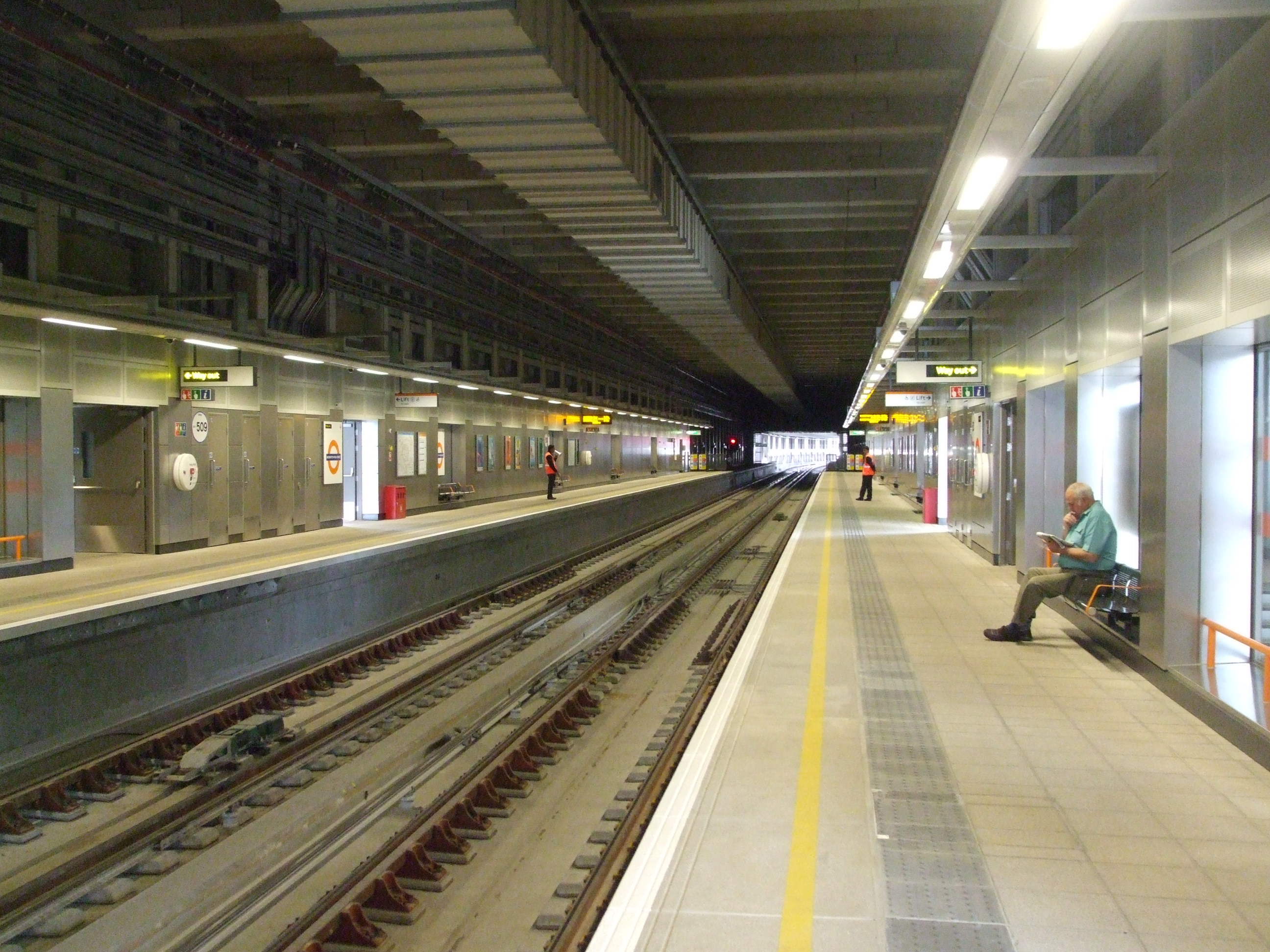
Quais.